# Lijst van voetbalinterlands België - Zwitserland
Deze lijst van voetbalinterlands is een overzicht van alle officiële voetbalwedstrijden tussen de nationale teams van België en Zwitserland. De landen hebben tot op heden 30 keer tegen elkaar gespeeld. De eerste ontmoeting was een vriendschappelijke wedstrijd en werd gespeeld in Antwerpen op 20 april 1912. Het laatste duel, eveneens een vriendschappelijke wedstrijd, vond plaats op 11 november 2020 in Leuven.

## Wedstrijden
| №  | Plaats    | Datum            | Competitie                  | Wedstrijd            | Uitslag |
| -- | --------- | ---------------- | --------------------------- | -------------------- | ------- |
| 1  | Antwerpen | 20 februari 1912 | Vriendschappelijk           | België − Zwitserland | 9 − 2   |
| 2  | Bazel     | 4 mei 1913       | Vriendschappelijk           | Zwitserland − België | 1 − 2   |
| 3  | Verviers  | 2 november 1913  | Vriendschappelijk           | België − Zwitserland | 2 − 0   |
| 4  | Lausanne  | 24 mei 1925      | Vriendschappelijk           | Zwitserland − België | 0 − 0   |
| 5  | Brussel   | 6 december 1931  | Vriendschappelijk           | België − Zwitserland | 2 − 1   |
| 6  | Zürich    | 12 maart 1933    | Vriendschappelijk           | Zwitserland − België | 3 − 3   |
| 7  | Brussel   | 30 mei 1935      | Vriendschappelijk           | België − Zwitserland | 2 − 2   |
| 8  | Bazel     | 24 mei 1936      | Vriendschappelijk           | Zwitserland − België | 1 − 1   |
| 9  | Brussel   | 18 april 1937    | Vriendschappelijk           | België − Zwitserland | 1 − 2   |
| 10 | Lausanne  | 8 mei 1938       | Vriendschappelijk           | Zwitserland − België | 0 − 3   |
| 11 | Luik      | 14 mei 1939      | Vriendschappelijk           | België − Zwitserland | 1 − 2   |
| 12 | Genève    | 2 november 1947  | Vriendschappelijk           | Zwitserland − België | 4 − 0   |
| 13 | Brussel   | 2 oktober 1949   | Vriendschappelijk           | België − Zwitserland | 3 − 0   |
| 14 | Zürich    | 22 november 1953 | Vriendschappelijk           | Zwitserland − België | 2 − 2   |
| 15 | Brussel   | 11 maart 1956    | Vriendschappelijk           | België − Zwitserland | 1 − 3   |
| 16 | Zürich    | 26 mei 1958      | Vriendschappelijk           | Zwitserland − België | 0 − 2   |
| 17 | Brussel   | 27 maart 1960    | Vriendschappelijk           | België − Zwitserland | 3 − 1   |
| 18 | Brussel   | 20 november 1960 | WK 1962 kwalificatie        | België − Zwitserland | 2 − 4   |
| 19 | Lausanne  | 20 mei 1961      | WK 1962 kwalificatie        | Zwitserland − België | 2 − 1   |
| 20 | Genève    | 15 april 1964    | Vriendschappelijk           | Zwitserland − België | 2 − 0   |
| 21 | Brugge    | 22 oktober 1966  | Vriendschappelijk           | België − Zwitserland | 1 − 0   |
| 22 | Genève    | 1 mei 1974       | Vriendschappelijk           | Zwitserland − België | 0 − 1   |
| 23 | Brussel   | 6 oktober 1982   | EK 1984 kwalificatie        | België − Zwitserland | 3 − 0   |
| 24 | Bern      | 9 november 1983  | EK 1984 kwalificatie        | Zwitserland − België | 3 − 1   |
| 25 | Brussel   | 19 oktober 1988  | WK 1990 kwalificatie        | België − Zwitserland | 1 − 0   |
| 26 | Bazel     | 11 oktober 1989  | WK 1990 kwalificatie        | Zwitserland − België | 2 − 2   |
| 27 | Lancy     | 28 mei 2016      | Vriendschappelijk           | Zwitserland − België | 1 − 2   |
| 28 | Brussel   | 12 oktober 2018  | UEFA Nations League 2018/19 | België − Zwitserland | 2 − 1   |
| 29 | Luzern    | 18 november 2018 | UEFA Nations League 2018/19 | Zwitserland − België | 5 − 2   |
| 30 | Leuven    | 11 november 2020 | Vriendschappelijk           | België − Zwitserland | 2 − 1   |

## Samenvatting
| Competitie          | Totaal gespeeld | Winst België | Gelijk | Winst Zwitserland | Doelsaldo België – Zwitserland |
| ------------------- | --------------- | ------------ | ------ | ----------------- | ------------------------------ |
| WK-kwalificatie     | 4               | 1            | 1      | 2                 | 6 − 8                          |
| EK-kwalificatie     | 2               | 1            | 0      | 1                 | 4 − 3                          |
| UEFA Nations League | 2               | 1            | 0      | 1                 | 4 − 6                          |
| Vriendschappelijk   | 22              | 12           | 5      | 5                 | 43 − 28                        |
| Totaal              | 30              | 15           | 6      | 9                 | 57 − 45                        |

Wedstrijden bepaald door strafschoppen worden, in lijn met de FIFA, als een gelijkspel gerekend.

## Details

### 23ste ontmoeting
| EK 1984 kwalificatie (Brussel, België, 6 oktober 1982):   |       |             |
| België                                                    | 3 – 0 | Zwitserland |
| Heinz Lüdi 2' (e.d.) Ludo Coeck 47' Erwin Vandenbergh 82' | goals |             |

### 24ste ontmoeting
| EK 1984 kwalificatie (Bern, Zwitserland, 9 november 1983): |              | |
| Zwitserland | 3 – 1        | België |
| Marco Schällibaum 24' Jean-Paul Brigger 76' Alain Geiger 82' | goals        | 64' Erwin Vandenbergh |
| Paul Wolfisberg | bondscoach   | Guy Thys |
| Roger Berbig Roger Wehrli André Egli Charles In-Albon Heinz Lüdi Alain Geiger Heinz Hermann Marco Schällibaum 76' Jean-Paul Brigger Beat Sutter 82' Raimondo Ponte | opstellingen | Jean-Marie Pfaff Eric Gerets Luc Millecamps Walter Meeuws Raymond Mommens 46' François Van Der Elst 62' Ludo Coeck Franky Vercauteren Jan Ceulemans Erwin Vandenbergh Eddy Voordeckers |
| André Ladner 76' Marcel Koller 82' | wissels      | 46' Guy Vandersmissen 62' Nico Claesen |
| Charles In-Albon 49' | gele kaarten | 16' François Van Der Elst 60' Eric Gerets |

### 25ste ontmoeting
| WK 1990 kwalificatie (Brussel, België, 19 oktober 1988): |              | |
| België | 1 – 0        | Zwitserland |
| Patrick Vervoort 29' | goals        | |
| Guy Thys | bondscoach   | Daniel Jeandupeux |
| Gilbert Bodart Georges Grün Leo Clijsters Franky Van der Elst Bruno Versavel Marc Emmers Stéphane Demol Patrick Vervoort Luc Nilis 76' Enzo Scifo Jan Ceulemans | opstellingen | Joël Corminboeuf Patrice Mottiez Alain Geiger Martin Weber Heinz Hermann Marco Schällibaum Lucien Favre 77' Martin Andermatt Beat Sutter Kubilay Türkyilmaz Dario Zuffi |
| Francis Severeyns 76' | wissels      | 77' Christophe Bonvin |
| Franky Van der Elst 88' | gele kaarten | 16' Patrice Mottiez |

### 26ste ontmoeting
| WK 1990 kwalificatie (Bazel, Zwitserland, 11 oktober 1989): |              | |
| Zwitserland | 2 – 2        | België |
| Adrian Knup 50' Kubilay Türkyilmaz 58' | goals        | 57' Marc Degryse 71' (e.d.) Alain Geiger |
| Daniel Jeandupeux | bondscoach   | Guy Thys |
| Martin Brunner Thomas Bickel Dominique Herr Alain Geiger Herbert Baumann Blaise Piffaretti Marcel Koller Heinz Hermann Philippe Douglas 46' Stéphane Chapuisat 80' Kubilay Türkyilmaz | opstellingen | Michel Preud'homme Eric Gerets Leo Clijsters Stéphane Demol Bruno Versavel Franky Van der Elst 46' Marc Emmers Patrick Vervoort Marc Degryse Jan Ceulemans Marc Van der Linden |
| Adrian Knup 46' Marc Hottiger 80' | wissels      | 46' Enzo Scifo |
| - Debuut van Marc Hottiger (FC Lausanne Sports), Philippe Douglas (FC Lausanne Sports) en Adrian Knup (FC Luzern) voor Zwitserland.                                                   |              | |